# 烏龍院 (京劇)

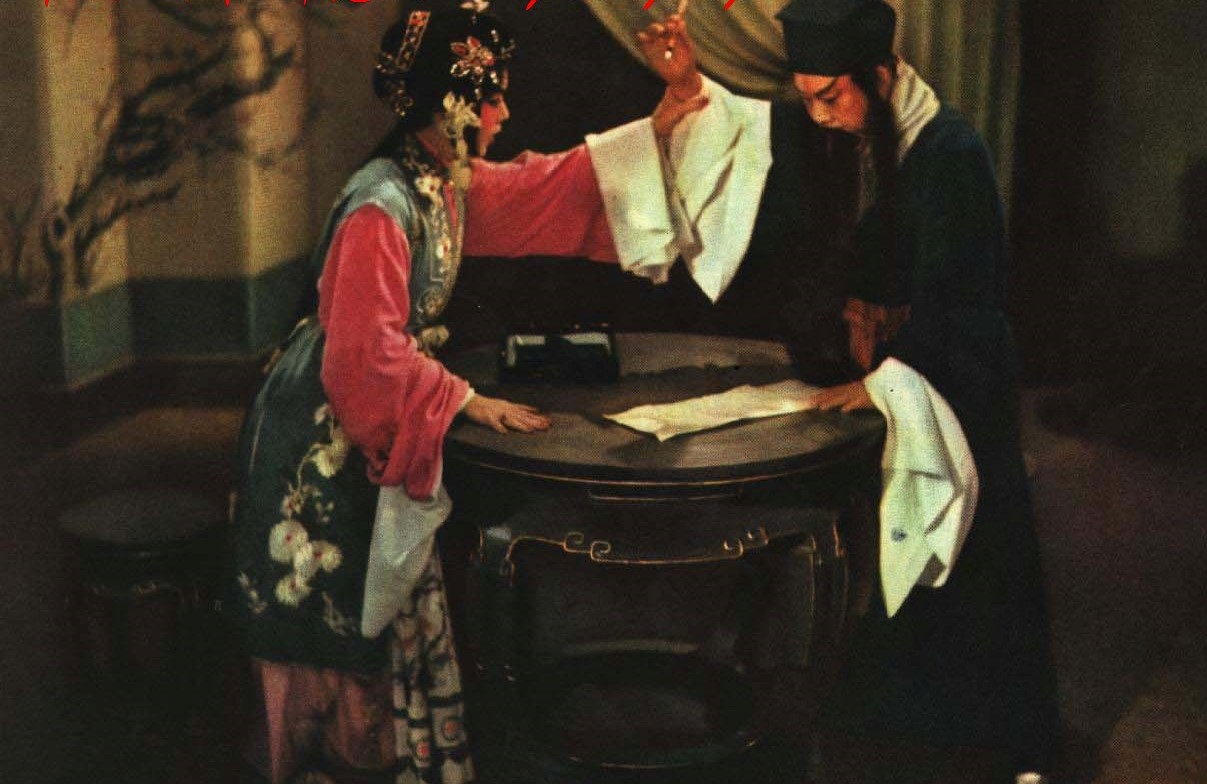
1962年《乌龙院》中周信芳扮演宋江

《烏龍院》，又称《坐楼杀惜》《宋江闹院》是京劇著名橋段，源於《水滸傳》宋江將賣身葬父的閻惜嬌收為妾室後發生的劇情，取自《水浒传》第二十回“梁山泊義士尊晁蓋 鄆城縣月夜走劉唐”和第二十一回“虔婆醉打唐牛兒，宋江怒殺閻婆惜”。剧情比较简单，角色不多，宋江由老生应工，阎惜娇由花旦应工，阎母由老旦应工，张文远由文丑应工，刘唐由花脸应工。
京劇作家將水滸此段故事加以潤飾，寫成「全本烏龍院」劇本，並將劇情分為「刘唐」、「借茶」、「前誘」、「後誘」、「殺惜」、「放江」、「活捉」等橋段。其中「活捉」是屬於完全原創的劇情，讲述阎惜娇的灵魂捉拿心上人张文远的情节，昆曲也有该折子戏。

## 剧情
宋江纳歌女阎惜姣为妾，为其买下一处二层宅子，取名“乌龙院”。阎惜姣虽然衣食无忧，但二人年龄相差悬殊，宋江又整日忙于公务，关系日益冷淡。阎惜姣耐不住寂寞，与宋江的徒弟张文远私通。宋江得知此事，与阎惜姣争吵，不欢而散。东溪村晁盖等人盗取生辰纲被朝廷通缉，宋江故意通风报信，晁盖一行得以逃往水泊梁山落草。为表谢意，晁盖命刘唐给宋江送去书信和五十两黄金。宋江收下书信，只象征性收下五两黄金，其余退回。宋江行在大街之上，本想回家烧毁书信，以绝后患，不想被阎母偶遇，强拉回乌龙院。阎惜姣见宋江上门，心中不悦，二人在卧房内和衣而卧，各怀心事，一夜无话。次日清早，宋江匆忙离去，将有晁盖书信的招文袋落在了乌龙院。阎惜姣醒，见招文袋，取出信件查看，发现竟是盗取生辰纲的通缉要犯晁盖所写，遂打算以此威胁宋江。宋江发现招文袋不见，惊慌失措，赶回乌龙院。阎惜姣逼迫宋江写下休书，许其改嫁张文远，并把五十两黄金交予她。宋江前两项答允，但黄金只收下五两，无法答允。阎惜姣恼羞成怒，大吵大闹要报官，宋江情急之下用随身小刀将其杀害。宋江赔偿阎母，阎母在阳台高声喊叫，宋江只得仓皇逃走。阎惜姣阴魂不散，找到张文远，将其灵魂带走，二人在九泉之下终成眷属。

## 参看
- 烏龍院 (漫畫)